# Oswald Veblen
Oswald Veblen (n. 24 iunie 1880, Decorah⁠(d), Iowa, SUA – d. 10 august 1960, Brooklin⁠(d), Maine, SUA) a fost un matematician american, specialist în geometrie și în topologie, ale cărui lucrări și-au găsit aplicații în fizica atomică și în teoria relativității.

## Biografie
În 1905 a demonstrat teorema curbei lui Jordan,iar ulterior a susținut crearea computerului ENIAC.
În 1912 a publicat un studiu privind teorema celor patru culori.

### Premiul omonim
Mai multe concepte matematica îi poartă numele: funcție Veblen, teorema Veblen-Young, ordinalul Veblen etc.
În 1961, în memoria sa, s-a instituit "Premiul „Oswald Veblen” în Geometrie", care se acordă anual de către Societatea Americană de Matematică celor cu rezultate notabile în geometrie și în topologie.